# Spirama isabella
Spirama isabella là một loài bướm đêm trong họ Erebidae.